# Sutan Syahrir
Sutan Syahrir (ur. 1909 w Padangu, zm. 1966) – indonezyjski polityk. Pierwszy premier kraju po ogłoszeniu niepodległości. W latach 1948–1960 przewodniczący Indonezyjskiej Partii Socjalistycznej.
Urodził się w Padangu na Sumatrze. Studiował prawo na Uniwersytecie Amsterdamskim, działał w Stowarzyszeniu Indonezyjskim. Związany z Indonezyjską Partią Narodową, w 1933 został aresztowany i zesłany na zachodnią część Nowej Gwinei, potem zaś na Moluki. Podczas okupacji japońskiej działał w podziemiu, jednocześnie potajemnie współpracując z kierowanym przez Sukarno i Hattę Ośrodkiem Siły Społecznej. Od 14 listopada 1945 do 20 czerwca 1947 pełnił funkcję premiera nowo powstałej Republiki Indonezji.